# Lammerite
La lammerite è un minerale.